# Região Oriental (Paraguai)

À esquerda, em verde claro, o Chaco paraguaio e à direita, em laranja, a região oriental (Paranenha

A Região Oriental, também chamada de Paranenha (em espanhol: Paraneña) é uma das duas regiões geográficas do Paraguai. Seu relevo é uma extensão do Planalto Brasileiro, que nesta região alcança uma altitude média superior a 500 metros. Nas partes meridionais, oriental e ocidental do planalto, existe a ondulação de cadeias de morros. O terreno diminui aos poucos e se aplaina conforme chega mais perto, na parte ocidental do rio Paraguai e nas partes meridional e oriental do rio Paraná. A extensa região de altitude menor e de pântanos no decorrer do rio Paraguai tem uma população relativamente densa. Na parte meridional do Paraguai, perto do rio Paraná, as altitudes médias diminuem de 60 até 90 metros. Essa área é revestida por pântanos e florestas.
Tem uma fronteira terrestre ao norte com o Brasil, ao leste e ao sul o rio Paraná a separa do Brasil e da Argentina, e a oeste o rio Paraguai que a separa da Argentina e do Chaco paraguaio, a região ocidental do país. 

## Geografia
As colinas e montanhas orientais, uma extensão do planalto sul do Brasil, dominam a região, com uma altitude máxima de 700m. A Paranenha também tem extensas planícies, vales profundos e planícies. Aproximadamente 80% da região estão abaixo de 300 m. O ponto de menor elevação é de 46m, no extremo sul, onde os rios Paraná e Paraguai se encontram.
A região é drenada principalmente por rios que correm do oeste para o rio Paraguai, embora alguns fluam a leste, para o rio Paraná. Os prados baixos, sujeitos a inundações, separam as montanhas orientais do rio Paraguai.
A região é dividida em cinco sub-regiões fisiográficas - o planalto paranaense, as terras altas do norte, a cordilheira central, as planícies centrais e a planície de Ñeembucú. O planalto paranaense, densamente arborizado, ocupa um terço da região e estende-se de norte a sul e até 145 km a oeste da fronteira com o Brasil e a Argentina. A borda oeste do planalto do Paraná é definida por uma escarpa que desce de uma elevação de 460 m a 180 m no extremo sul da sub-região. O planalto inclina-se moderadamente em direção ao sudeste, sua superfície notavelmente uniforme é interrompida apenas pelos vales dos afluentes do Paraná que fluem para o oeste.
As terras altas do norte, a cordilheira central e as planícies centrais constituem o terreno mais baixo entre a escarpa e o rio Paraguai. A primeira dessas sub-regiões erodidas se estende a oeste do planalto do Paraná, ocupando a porção norte do rio Aquidabán até o rio Apa, na fronteira com o Brasil. A maior parte consiste em um planalto ondulado de aproximadamente 180 m de altura e cerca de 90 m mais alto que a planície sul.
A cordilheira central inclui a área em torno de Assunção. Embora nesta região não haja escassez de terras planas, as mais numerosas são irregulares e irregulares. Picos pequenos e isolados e alguns lagos são comuns.
Entre essas duas sub-regiões das terras altas estão as planícies centrais, uma área que se inclina do norte do rio Paraguai ao planalto do Paraná. Os vales desta sub-região são largos e profundos, e estão sujeitos periodicamente a inundações e formação de pântanos sazonais. A mais característica desta sub-região são as colinas com picos planos que se projetam de cinco a seis metros acima da planície coberta de grama; densamente arborizadas, áreas de cobertura superiores a um hectare e, aparentemente, são remanescentes de rochas erodidas chamadas ilhas monte e suas bordas, costas.
A planície de Ñeembucú está localizada no extremo sudoeste da região Paranenha. É uma planície aluvial ligeiramente inclinada de oeste para sudoeste. O rio Tebicuary, um dos principais afluentes do rio Paraguai, corta a sub-região pantanosa em dois.
A orografia paranenha inclui três cadeias principais - Amambai, Maracaju e Caaguazú. A serra de Amambai se estende do canto nordeste da região sul e ligeiramente a leste ao longo da fronteira brasileira. As montanhas alcançam em média 400 metros acima do nível do mar, embora o ponto mais alto alcance 700 metros. A cadeia principal, de 200 quilômetros de extensão, possui ramificações menores que se estendem para o oeste e morrem ao longo das margens do rio Paraguai.
A serra de Amambai funde-se com a serra de Maracaju, que chega a  120 quilômetros leste do rio Paraná. A altura média desta cadeia montanhosa é de 200 metros; o ponto mais alto da cadeia, 500 metros, fica em território brasileiro. O Rio Paraná forma a cachoeira Salto del Guairá, onde corta as montanhas da serra de Maracaju para entrar na Argentina.

A Cordilheira de Caaguazú começa onde as outras duas principais cordilheiras se encontram e se estende para o sul, com uma altura média de 400 metros. Seu ponto mais alto, o Cerro de San Joaquín, chega a 500 metros acima do nível do mar. Esta cadeia não é um maciço contínuo, mas é interrompida por colinas e ondulações cobertas de florestas e prados. A Cordilheira de Caaguazú alcança o oeste do Planalto do Paraná até as planices centrais.

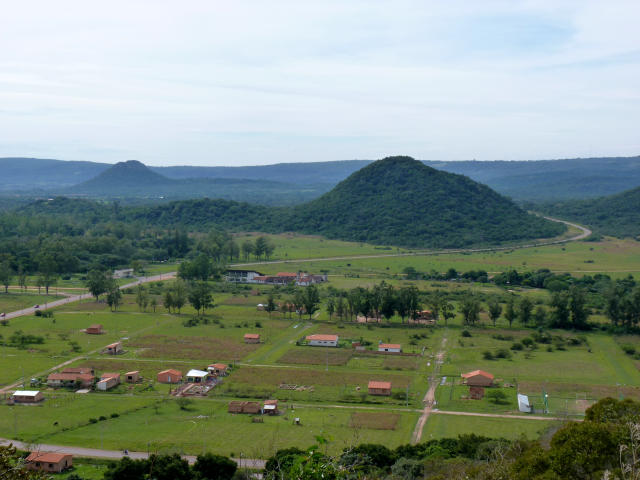
Colinas perto de Paraguari
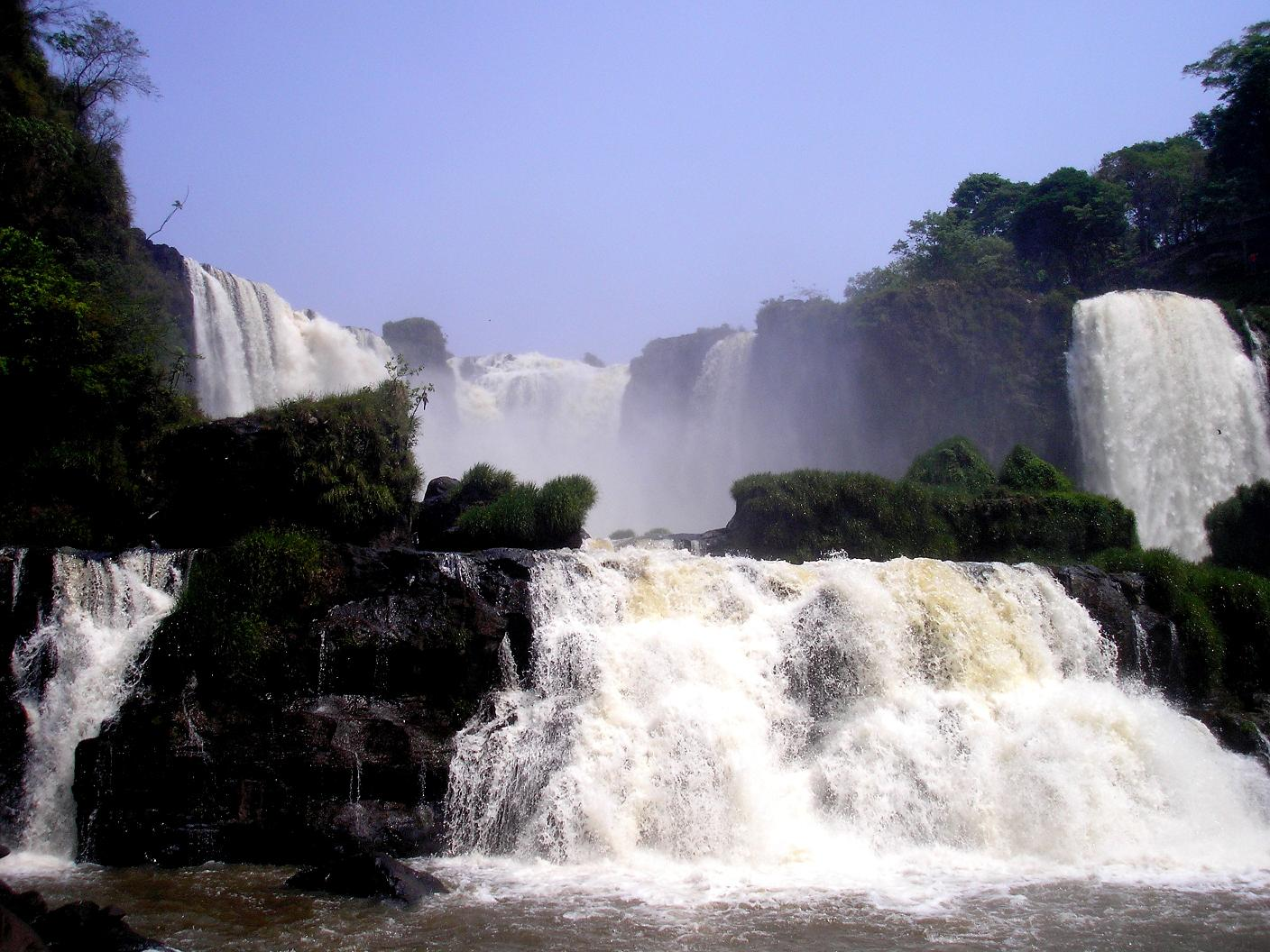
Saltos del Monday
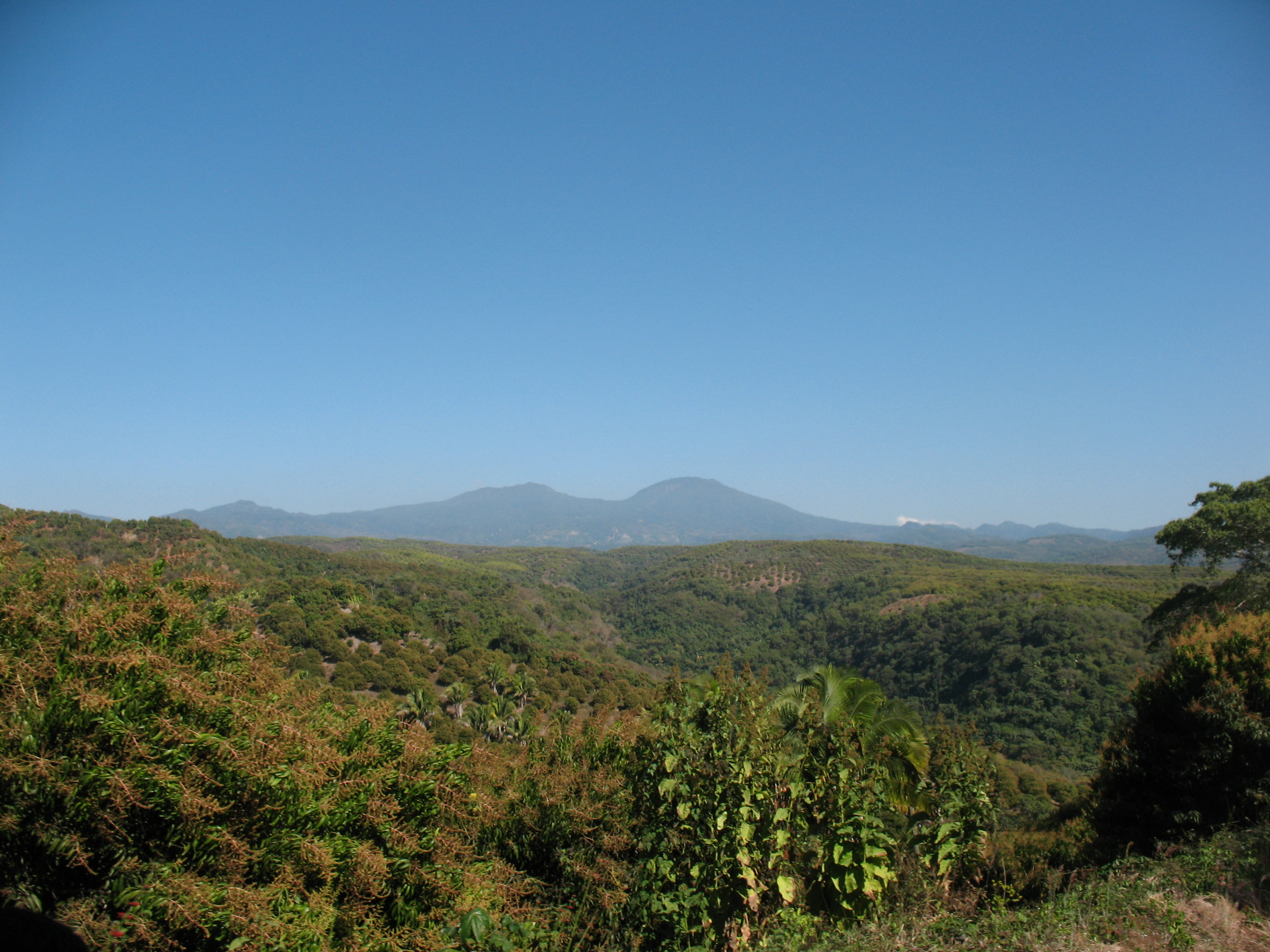
Parque Nacional do Cerro Cora

## Demografia

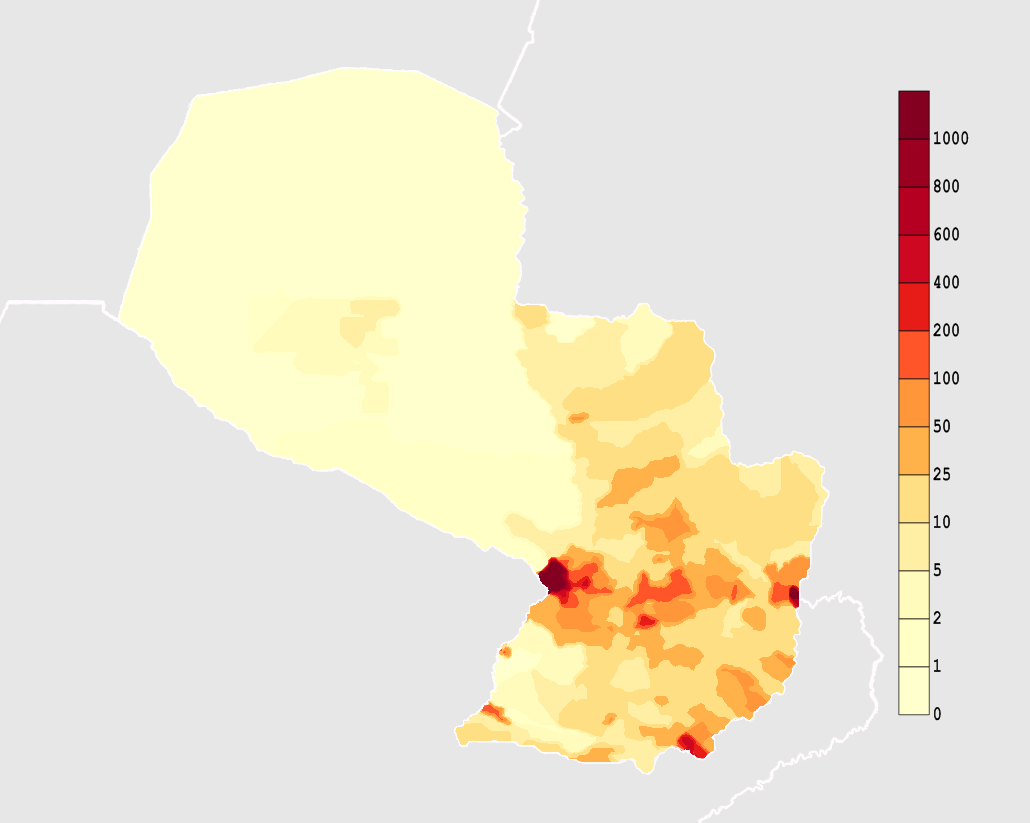
Densidade populacional do Paraguai, mostrando a concentração na regional oriental.

Com 6.279.101 habitantes em 2012, compreende 97% da população do país, no entanto, com uma extensão de 159 827 km², cobre apenas 39% da extensão do país. A densidade populacional dessa região é de 39,3 hab/km².
Esta região é composta por catorze dos dezessete departamentos do Paraguai. São os seguintes:
| ISO 3166-2:PY | Departamento     | Capital                  | População (2012) | Superficie  | Densidade      | Distritos |
| ------------- | ---------------- | ------------------------ | ---------------- | ----------- | -------------- | --------- |
| ASU           | Assunção         |                          | 529 433          | 117 km²     | 4395,4 hab/km² | 1         |
| 1             | Concepción       | Concepción               | 226 585          | 18 051 km²  | 10,5 hab/km²   | 12        |
| 2             | San Pedro        | San Pedro de Ycuamandiyú | 394 169          | 20 002 km²  | 18,1 hab/km²   | 21        |
| 3             | Cordillera       | Caacupé                  | 279 860          | 4948 km²    | 57,8 hab/km²   | 20        |
| 4             | Guairá           | Villarrica               | 209 900          | 3846 km²    | 51,6 hab/km²   | 18        |
| 5             | Caaguazú         | Coronel Oviedo           | 518 218          | 11 474 km²  | 42,2 hab/km²   | 22        |
| 6             | Caazapá          | Caazapá                  | 172 345          | 9496 km²    | 16 hab/km²     | 11        |
| 7             | Itapúa           | Encarnación              | 554 653          | 16 525 km²  | 33,4 hab/km²   | 30        |
| 8             | Misiones         | San Juan Bautista        | 116 672          | 9556 km²    | 12,5 hab/km²   | 10        |
| 9             | Paraguarí        | Paraguarí                | 248 461          | 8705 km²    | 27,5 hab/km²   | 18        |
| 10            | Alto Paraná      | Ciudad del Este          | 737 092          | 14 895 km²  | 53,8 hab/km²   | 22        |
| 11            | Central          | Areguá                   | 1 855 241        | 2465 km²    | 932,2 hab/km²  | 19        |
| 12            | Ñeembucú         | Pilar                    | 86 180           | 12 147 km²  | 7,1 hab/km²    | 16        |
| 13            | Amambay          | Pedro Juan Caballero     | 151 395          | 12 933 km²  | 9,7 hab/km²    | 5         |
| 14            | Canindeyú        | Salto del Guairá         | 198 899          | 14 667 km²  | 13,3 hab/km²   | 14        |
|               | Região Paranenha |                          | 6 279 101        | 159 827 km² | 39,3 hab/km²   | 239       |

## Economia

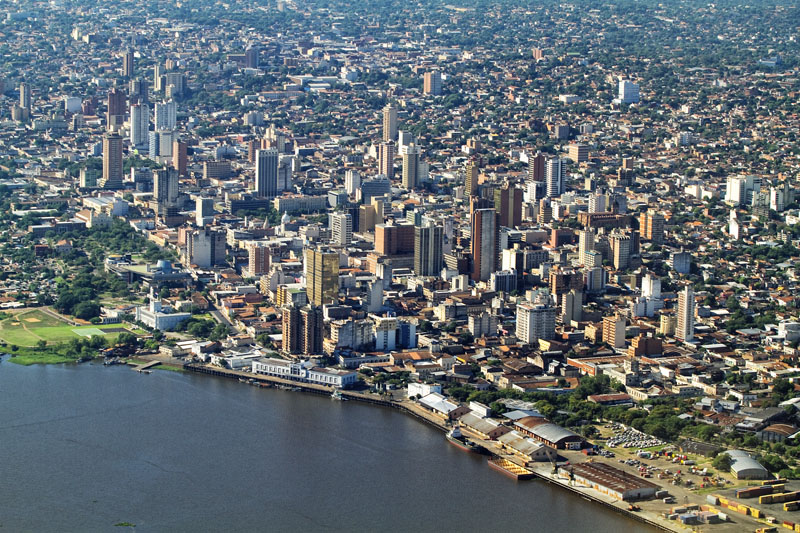
Assunção

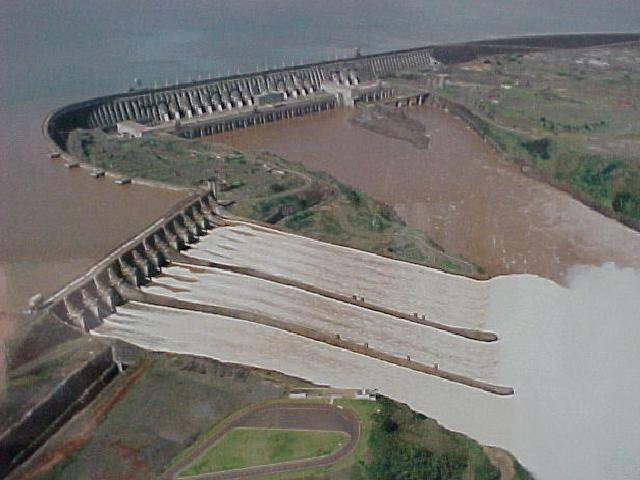
Usina de Itaipu

As florestas constituem uma grande reserva de madeiras de lei. Mas dispõe de somente algumas poucas rodovias para escoamento da produção. O desenvolvimento do escoamento da produção encontra-se bastante prejudicado e a zona florestal é escassamente povoada.
Os produtos mais importantes do extrativismo vegetal no Paraguai são a madeira, a erva-mate e o óleo de petit-grain (extraído da flor da laranjeira). Apesar de se encontrarem alguns cultivos de erva-mate, a maioria da produção é oriunda das árvores que crescem de forma natural no meio da floresta. Faz pouco tempo que teve início a cafeicultura no departamento de Amambay, em grandes propriedades que pertencem a empresas do Brasil e dos Estados Unidos. Mas tanto o departamento de Amambay como o de Concepción são também áreas de pecuária extensiva.
No que se refere à agricultura, os solos dessas terras são os mais importantes do país. Nesses solos se concentra a maioria dos cultivos e dos rebanhos. A área principal está localizada a leste e a sudeste da capital, Assunção. Apesar disso, são concentradas zonas menores no sul, nas áreas adjacentes de San Ignacio e Encarnación.
Em toda a região oriental encontra-se de forma muito diversificada de legumes, cereais e tubérculos. Todos esses produtos são cultivados principalmente pela agricultura de subsistência. Os principais produtos agrícolas comerciais como algodão, fumo e cana-de-açúcartem alguma importância, embora a pecuária bovina tem sido uma atividade básica desde os primeiros tempos da colonização.
Duas grandes usinas hidrelétricas,Itaipu e Yacyretá, estão localizadas no rio Paraná, na fronteira com o Brasil e a Argentina, respectivamente. Ambas fornecem energia e royalties para o Paraguai.

As maiores cidades do país estão localizada na região oriental, o que também garante um importante setor de serviços. O Paraguai é tradicionalmente caracterizado por um grande setor informal, que mobiliza o turismo de compras de turistas e comerciantes argentinos e brasileiros, abastecidos com produtos como eletrodomésticos, tabaco e álcool, oferecidos a um preço menor do que nos países vizinhos. Nos últimos anos, este setor tem sido ameaçado por controles rígidos das autoridades alfandegárias brasileiras e por reivindicações de maior cobertura tributária pelo governo do Paraguai. Os trabalhadores e vendedores que operam em sua conta e sem registro ainda constituem uma parte importante da população trabalhadora. Ciudad del Este possui a terceira maior zona de livre comércio do mundo, depois de Miami e Hong Kong.